# یوچیرو اومه‌هارا
یوچیرو اومه‌هارا (انگلیسی: Yūichirō Umehara؛ زادهٔ ۸ مارس ۱۹۹۱) صداپیشه اهل ژاپن است. وی از سال ۲۰۱۳ میلادی تاکنون مشغول فعالیت بوده‌است.